# Kremenac
Kremenac – wieś w Bośni i Hercegowinie, w Federacji Bośni i Hercegowiny, w kantonie hercegowińsko-neretwiańskim, w mieście Mostar. W 2013 roku liczyła 5 mieszkańców, z czego większość stanowili Boszniacy.